# Autoportret (dedykowany Paulowi Gauguinowi)
Autoportret (dedykowany Paulowi Gauguinowi), hol. Zelfportret, ang.  Self-Portrait (Dedicated to Paul Gauguin) – obraz olejny (nr kat.: F 476, JH 1581) namalowany przez Vincenta van Gogha we wrześniu 1888 podczas jego pobytu w Arles. Obraz, będący częścią kolekcji Maurice’a Wertheima, znajduje się w zbiorach Fogg Museum w Cambridge (USA).

## Historia i opis
Na początku 1888 Vincent van Gogh i Paul Gauguin w poszukiwaniu nowej drogi rozwoju i inspiracji artystycznej opuścili Paryż. Gauguin wyjechał do Bretanii, której surowy pejzaż i wiejskie życie odpowiadały jego pragnieniu życia prostszego i bardziej „prymitywnego”. Van Gogh natomiast wyjechał na południe Francji do Arles w poszukiwaniu słońca i kontynuowania swych doświadczeń z kolorem. Nosił się też z zamiarem stworzenia w Arles kolonii artystów. Wynajął w tym celu dom, który nazwał „Żółtym Domem” i zaprosił Gauguina. W miesiącach poprzedzających jego przybycie namalował szereg obrazów przeznaczonych do dekoracji pokoju przyjaciela. W październiku obaj wymienili się autoportretami, które ujawniły, jak postrzegali siebie nawzajem i chcieli być postrzegani przez innych. Surowy autoportret van Gogha, na którym artysta przedstawił siebie z krótko ostrzyżoną głową i brodą nawiązuje do jego wiary w monastyczny styl życia i odnosi się zarazem do roli ucznia, w jakiej van Gogh postrzegał samego siebie w stosunku do Gauguina. Kontrastujące barwy niebieska i żółta nawiązują do kolorystyki obrazu  Żółty Dom, a także do serii Słoneczniki.
Van Gogh opisał w swój autoportret w liście do Gauguina z początku października, jeszcze przed jego przyjazdem do Arles:
Mam mój autoportret, cały w kolorze popielatym. Kolor popielaty, który powstał w wyniku wymieszania Veronese z minią pomarańczową, na bladym tle jednolitego Veronese, do ubioru czerwono-brązowego, ale przesadzając też z moją osobowością poszukiwałem raczej charakteru bonza, prostego czciciela odwiecznego Buddy. Sprawiło mi to trochę kłopotu, ale będę musiał namalować go jeszcze raz, jeśli chcę to wyrazić. Będę jeszcze musiał wyleczyć się z konwencjonalnego otępienia naszego tak zwanego cywilizowanego państwa, aby mieć lepszy model dla lepszego obrazu.

## Autoportret Gauguina podarowany van Goghowi

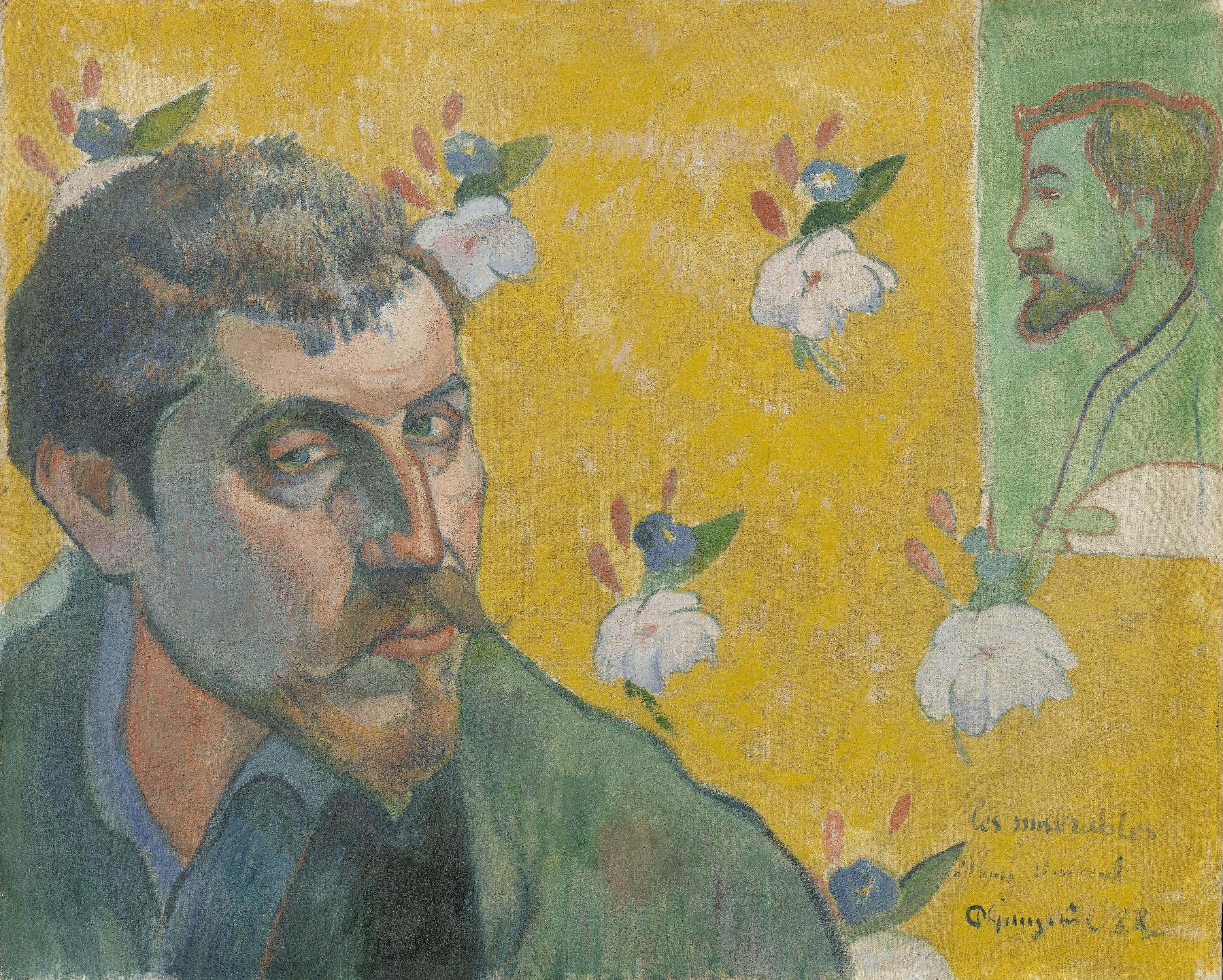
Paul Gauguin, Autoportret z portretem Bernarda, Muzeum Vincenta van Gogha

Gauguin swój autoportret, w którego prawym górnym rogu umieścił portret Émile’a Bernarda, opatrzył w prawym dolnym rogu adnotacją: „Les Miserables”/à l’ami Vincent / P. Gauguin 88 („Nędznicy”/przyjacielowi Vincentowi/P. Gauguin 88). Nędznicy to tytuł powieści Victora Hugo; nawiązując do niej Gauguin chciał zasugerować temat artysty odrzuconego przez społeczeństwo.